# الاب (پالائو)
الاب (به لاتین: Elab) یک منطقهٔ مسکونی در پالائو است. الاب ۰٫۰۷ کیلومتر مربع مساحت دارد ۳ متر بالاتر از سطح دریا واقع شده‌است.